# Prometi(III) iodide
Prometi(III) iodide là một hợp chất hóa học bao gồm các nguyên tố prometi và iod. Nó có công thức PmI3 và là muối của ion iodide.

## Điều chế và tính chất
Prometi(III) iodide không được tạo ra từ prometi(III) oxit (Pm2O3) có thể được biểu diễn bằng phản ứng với hỗn hợp HI–H2, thay vào đó prometi(III) oxiodide được hình thành (PmOI). Theo phản ứng của Pm2O3 với nhôm(III) iodide nóng chảy (AlI3) ở mức 500 ℃ thì mới tạo ra sản phẩm mong muốn. Nó là một chất rắn màu đỏ với điểm nóng chảy là 695 ℃.

## An toàn
Prometi(III) iodide, giống như các hợp chất prometi khác, cũng là hợp chất phóng xạ. Do đó, khi sử dụng hợp chất phải hết sức thận trọng.